# Pierre de Bourdeilles, abbé de Brantôme
Pierre de Bourdeille (kolem 1540 – 15. července 1614), známý jako abbé de Brantôme nebo prostě jen Brantôme , byl francouzský historik, voják a biograf.

## Život
Narodil se v Bourdeilles v Périgordu jako třetí syn barona François de Bourdeille a Anne de Vivonne. Jeho matka a babička z matčiny strany, Luise de Daillon du Lude, byly obě členkami dvora královny Markéty Navarské. Po smrti Markétině smrti v roce 1549 odešel Brantôme do Paříže a později v roce 1555 do Poititers, aby zde dokončil svá studia. Jeho tetou byla Jeanne de Dampierre, která patřila ke královské domácnosti, a kterou s oblibou citoval a užíval jako informačního zdroje ve svých pracích.
Získal několik různých výhodných úřadů, z nichž nejdůležitější bylo, že se jako laik dostal do opatství Saint-Pierre de Brantôme, ačkoliv nikdy ke klášterní kariéře neinklinoval. Stal se vojákem a díky tomu přišel do kontaktu s velkými vůdci kontinentálních válek. Procestoval Itálii, ve Skotsku se setkal s královnou Marií Skotskou, než se stala vdovou po francouzském králi Františkovi II., v Anglii byl v kontaktu s královnou Alžbětou I. v letech 1561 a 1579, v Maroku vstoupil do jednotek Dona Garcii de Toledo při dobývání Badisu (1564), dále byl i ve Španělsku a Portugalsku.
Brantôme bojoval na galérách Maltézských rytířů a poznal tam svého velkého přítele velitele Filippa di Piero Strozzi. Při expedici do Terceiry v roce 1582 byl Strozzi zabit. Během náboženských válek za Karla IX. bojoval Brantôme na straně katolíků, včetně obléhání La Rochelle, i když se dočasně nechal získat myšlenkami Hugenotských reformátorů. I když se veřejně od protestantismu distancoval, tak jeho myšlenky jím byly ovlivněny.
Po pádu z koně kolem roku 1589 se uzavřel ve svém soukromém životě a poslední roky života strávil sepisováním jeho Pamětí (Memoirs) o zajímavých mužích a ženách, která znal.

## Paměti
Brantôme zanechal jasné příkazy, že by měl být jeho rukopis vydán. První vydání vyšlo v letech 1665-1666 a nebylo kompletní. Pozdější vydání včetně:
- v roce 1740 o 15 svazcích
- vydané Louisem Jeanem Nicolasem Monmerque (1780-1860) v 8 svazcích v letech 1821 - 1824 v Buchonově nakladatelství Pantheon Littéraire
- vydání v Bibliothéque elzevirienne, které v roce 1858 zahájil Prosper Merimée s L. Lacourem a ukončeno bylo až vydáním 13. svazku v roce 1893
- vydání Ludovice Lalanne pro Société de l´historie de France o 12 svazcích v letech 1864 - 1896

Brantôme může být jen těžko označován jako historik a jeho Paměti nejsou akceptovány jako hodnověrné zdroje. Ale psal svérázným konverzačním stylem, chrlící své myšlenky, postřehy a fakta bez jakéhokoliv řádu či systému a s největší upřímností.
Jeho díla podávají obraz o obecném životě královského dvora té doby s jeho neutuchající a neskrývanou rozmařilostí. V celé jeho galerii portrétů není ani jeden impozantní muž či galantní dáma, kteří by nezabývali sexuální nemravností; a přesto je celek vyprávěn s nejúplnějším nevědomím, že v jejich chování je něco závadného. Dílo vyšlo ve 2 svazcích v nakladatelství Golden Cockerel Press pod názvem The Lives of the Gallant Ladies v roce 1924 s dřevoryty Roberta Gibbingsa.